# 尚悅 (香港)
尚悅（英語：The Reach）位處香港新界元朗大棠十八鄉路11號，是恒基兆業地產與新世界發展合作開發的大型住宅項目，建築師為興業建築師樓，恆麗建築及協興建築承建的屋苑，總共有12座住宅大廈，單位總數達2,580伙。地面設一個逾65000平方呎分三層設計的大型住客會所。

## 背景
尚悅是由恒基及新世界聯合發展，原名為元朗大棠路發展項目。發展商於2010年通過農地轉換補地價的方式，更改土地用途，項目補價涉約25億元，每方呎約2,100元。
項目的英文名字THE REACH，表達出優越居住環境不只寧靜怡人，同時一切生活所需亦觸手可及，輕易接通生活所想。樓盤原定2012年10月27日開售，不過由於香港政府於2012年10月26日下午宣佈於2012年10月27日凌晨起執行新出台的新印花稅政策（即SSD及BSD印花稅），發展商因此改變策略，於2012年10月26日傍晚公開發售首輪單位。
經歷了多項樓市措施影響，一度拖慢了香港物業銷售之速度，幸而，自2013年第4季起，樓市氣氛逐步改善。主攻上車客的尚悅，銷售因而受惠。截至2014年8月中，項目已累積售出2,237伙，佔整體86%，銷售金額超過91億港元，剩餘343伙，主要為3房及特色單位。

## 會所
會所名為「CLUB REACH 尚悅會」，佔地6.5萬平方呎，連園林花園12萬平方呎，由設計師陳志毅設計，設施包括室內運動場／籃球場、室內及室外游泳池、兒童遊戲室、多用途室、圖書室、影視遊戲室、閒座間、卡拉OK室、健身室、舞蹈室、音樂室、乒乓球室及水療室等。
會所內亦設一系列來自世界各地頂尖的現代藝術家的藝術品，包含油畫、雕塑及裝置藝術，圍繞「愛」作為主題。當中包括有日本藝術家草間彌生的「Pumpkin」、韓國藝術家Kang Youngmean的「LOVE」、本地設計師Wing Chan的「Shinrin-Yoku No.001」、陳志毅的「Vamos! 」、四川藝術家焦興濤的「Green Diary」、日本著名新派普普藝術家安藤弘的「Pandasan」、英國藝術家Damien Hirst的「All you need is love, love, love」，以及法國藝術家Mr. Brainwash 的「Einstein」。

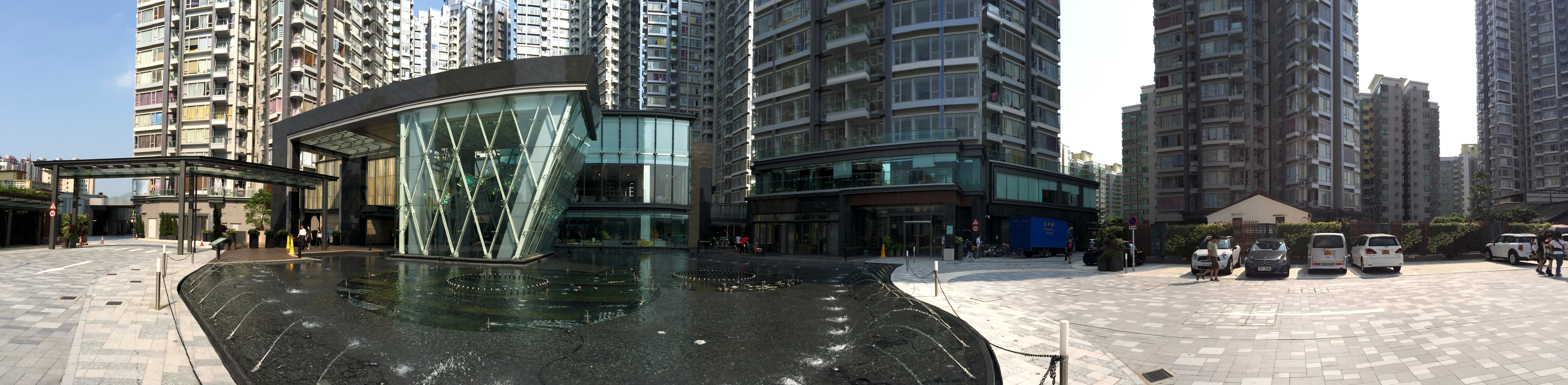
尚悅全景圖

## 問題

### 與村屋「融為一體」
發展商當初收樓時，地盤範圍內有六處地方未能收下，結果令尚悅與其中的村屋「融為一體」，形成「樓盤六個窿」，屋苑亦要開放三條通道讓村民出入。

### 收樓質素欠佳
多名業主收樓後指出單位浴室及工作地台有大量空心磚、窗戶有瑕疵、門柄有明顯花痕、地腳線則有裂縫，其中一位受影響的業主更去信消費者委員會投訴。

### 實用率偏低及管理費高昂
尚悅實用率偏低，僅為72至74%。管理費方面，元朗區私人屋苑的管理費普遍介乎每平方呎1.2至1.98港元，惟同區兼位置偏遠的尚悅，管理費高達2.2元一呎，屬該區第二高的管理費。

### 車位明顯不足
尚悅位置遠離鐵路站，本應有較多車位彌補交通需求，惟尚悅住宅單位有2,580個，而車位僅得457個，即約每六伙爭用一個車位，供應明顯不足。

### 泳池未領牌 入伙半年仍未開放
尚悅於2014年1月陸續交樓入伙，惟直至半年後的7月，屋苑之室內及室外泳池因仍未取得食物環境衛生署的牌照而沒有開放，有住客批評雖每月繳付逾千港元管理費，惟主要的會所設施則不能使用。另有住戶指已屆炎熱夏日，不能使用泳池實在十分不便。食環署則指2013年12月已收到尚悅會所泳池牌照申請，延至半年後仍未獲發牌是因為申請人尚未提供全部所需文件，故仍未能完成申請。

## 圖集

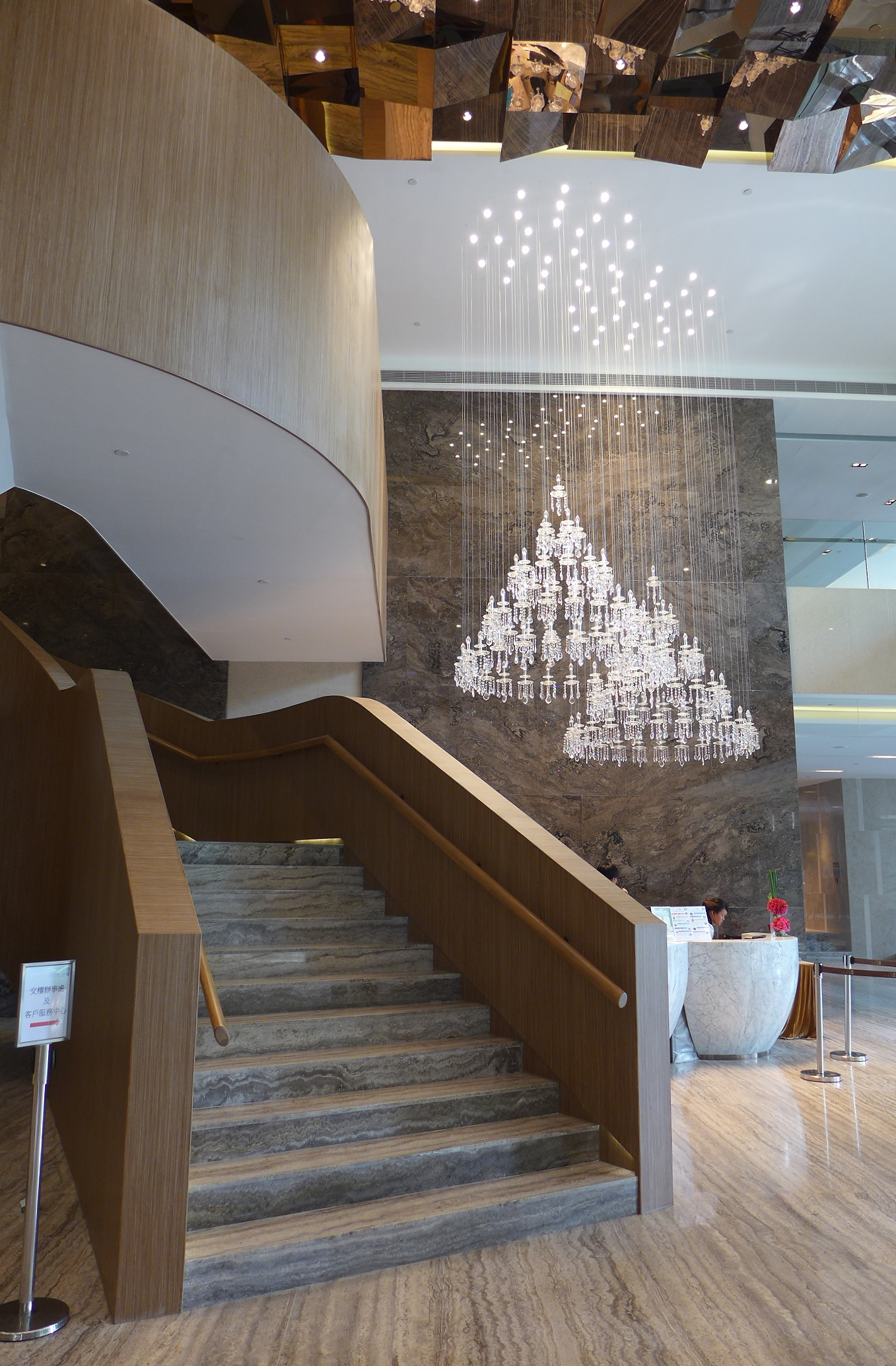
會所樓梯
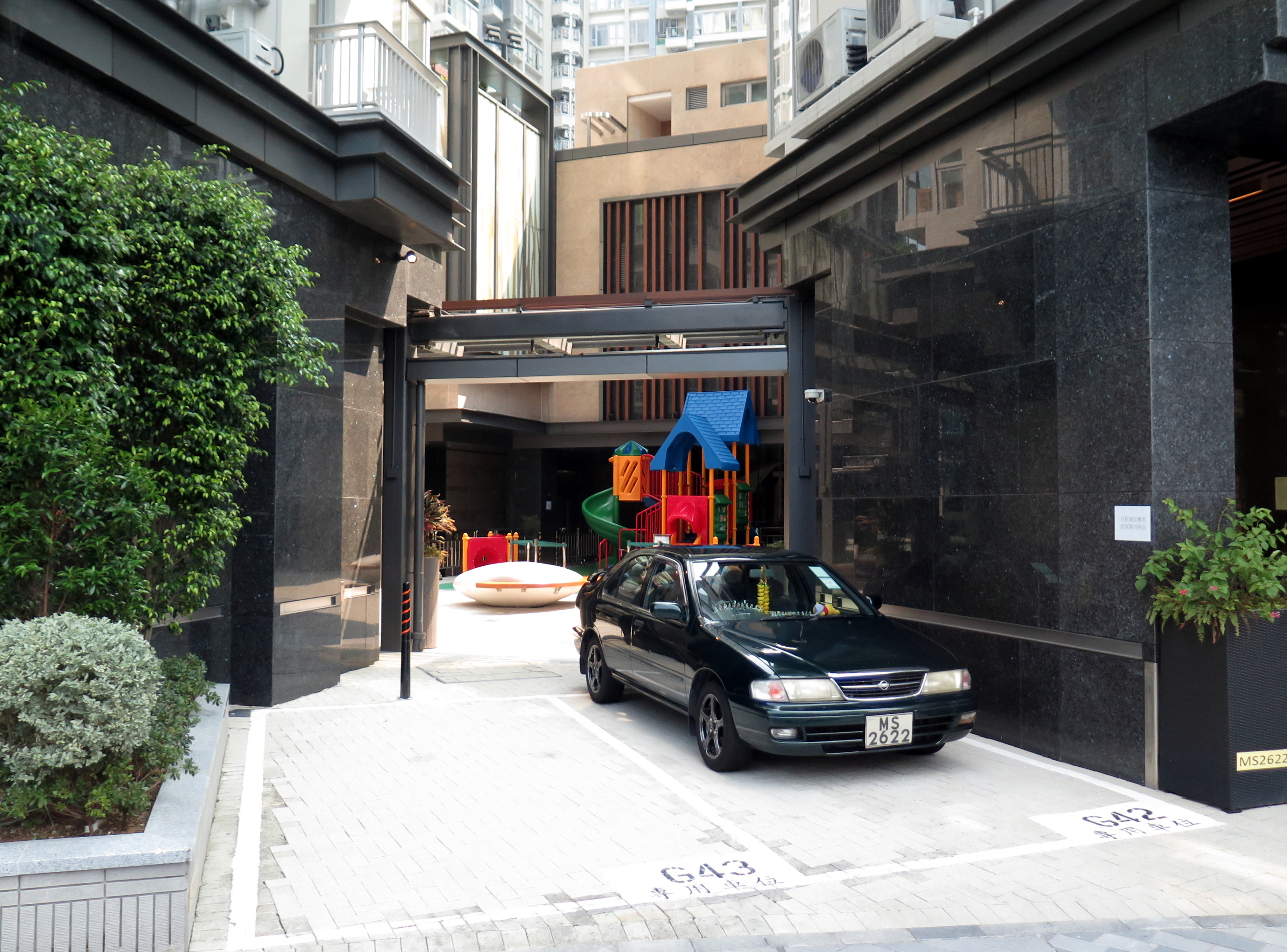
兒童遊樂場
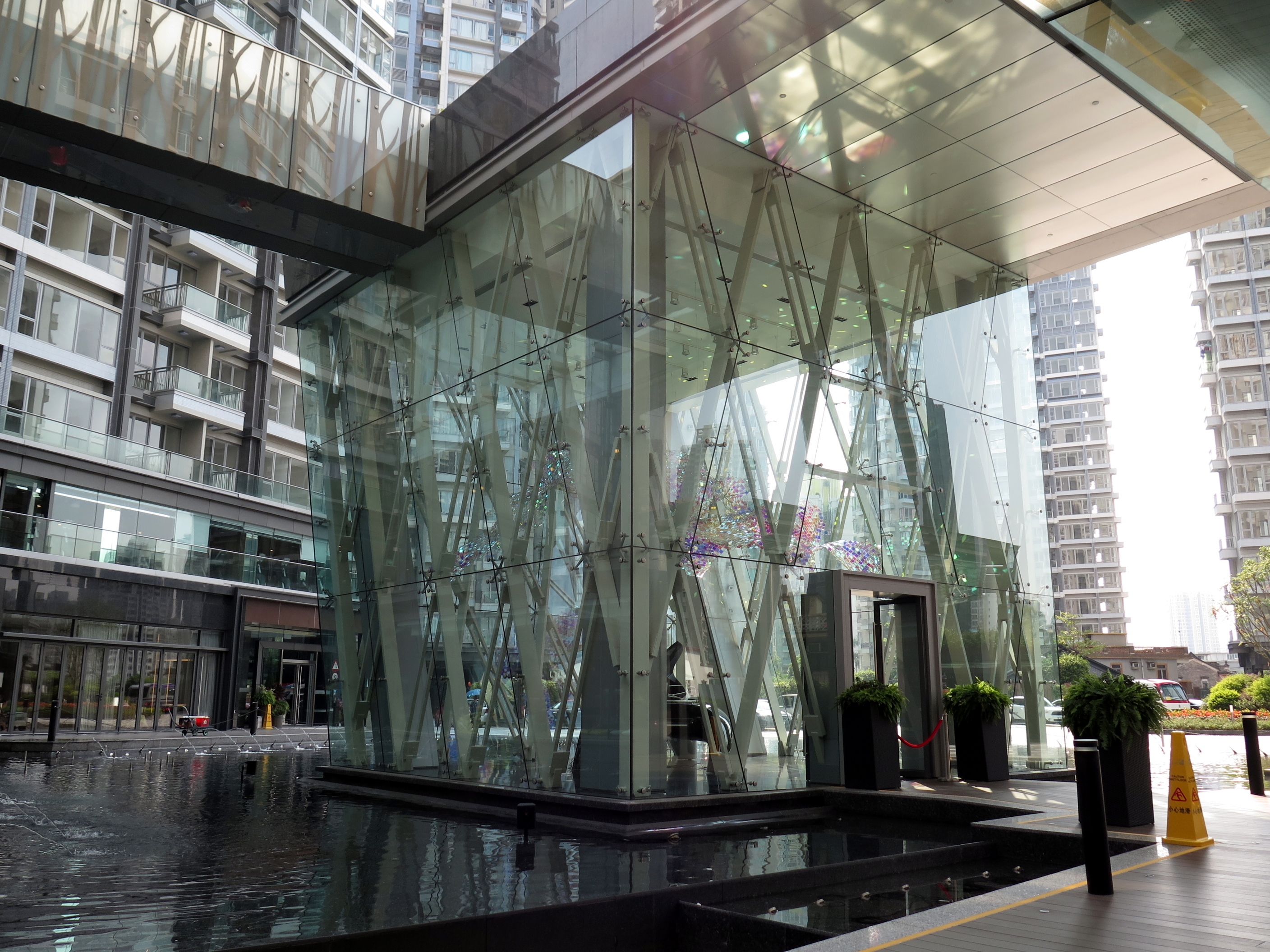
會所玻璃屋
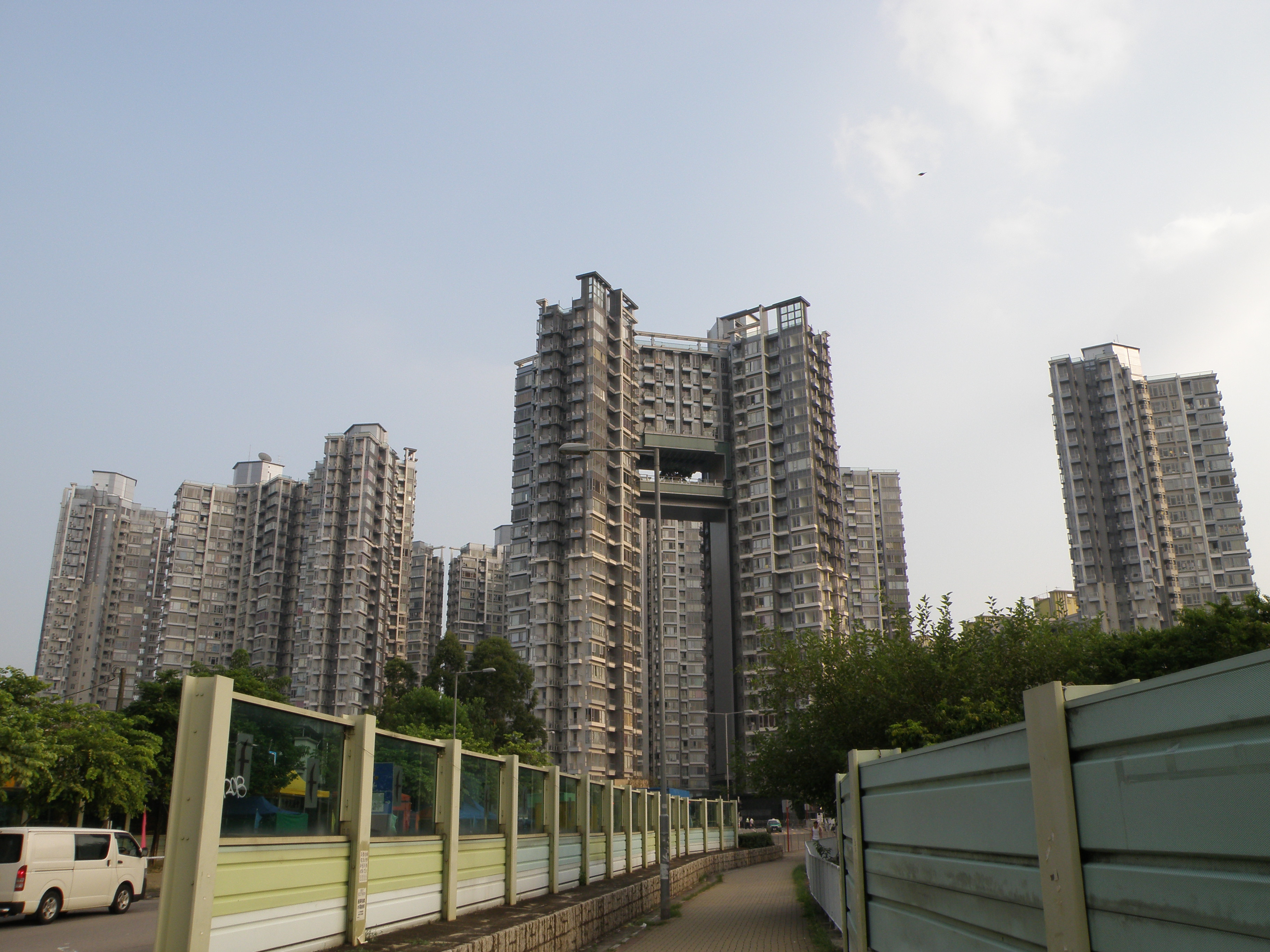
尚悅全景圖（包括第12座，最右方的一座）
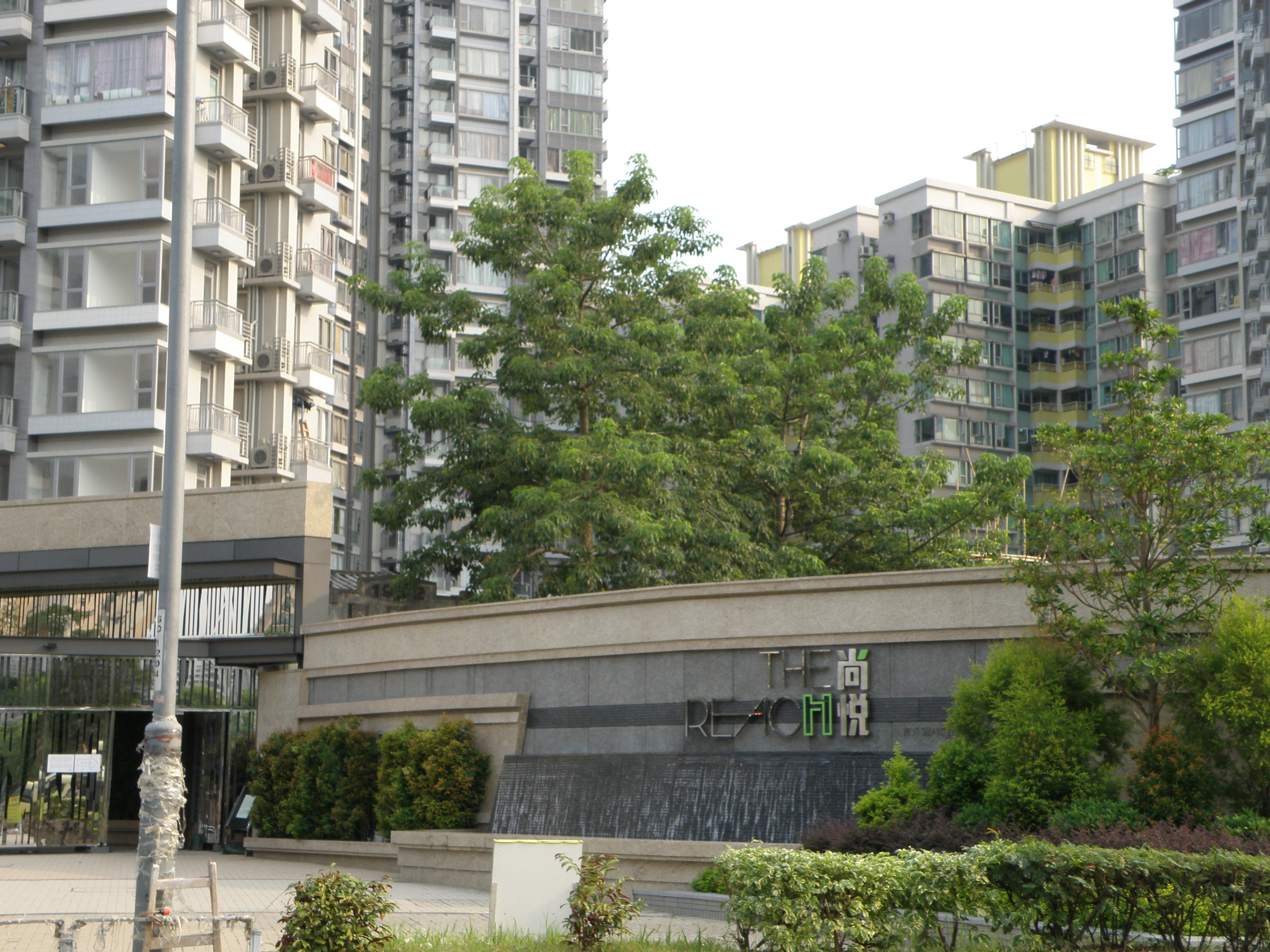
住戶出入口
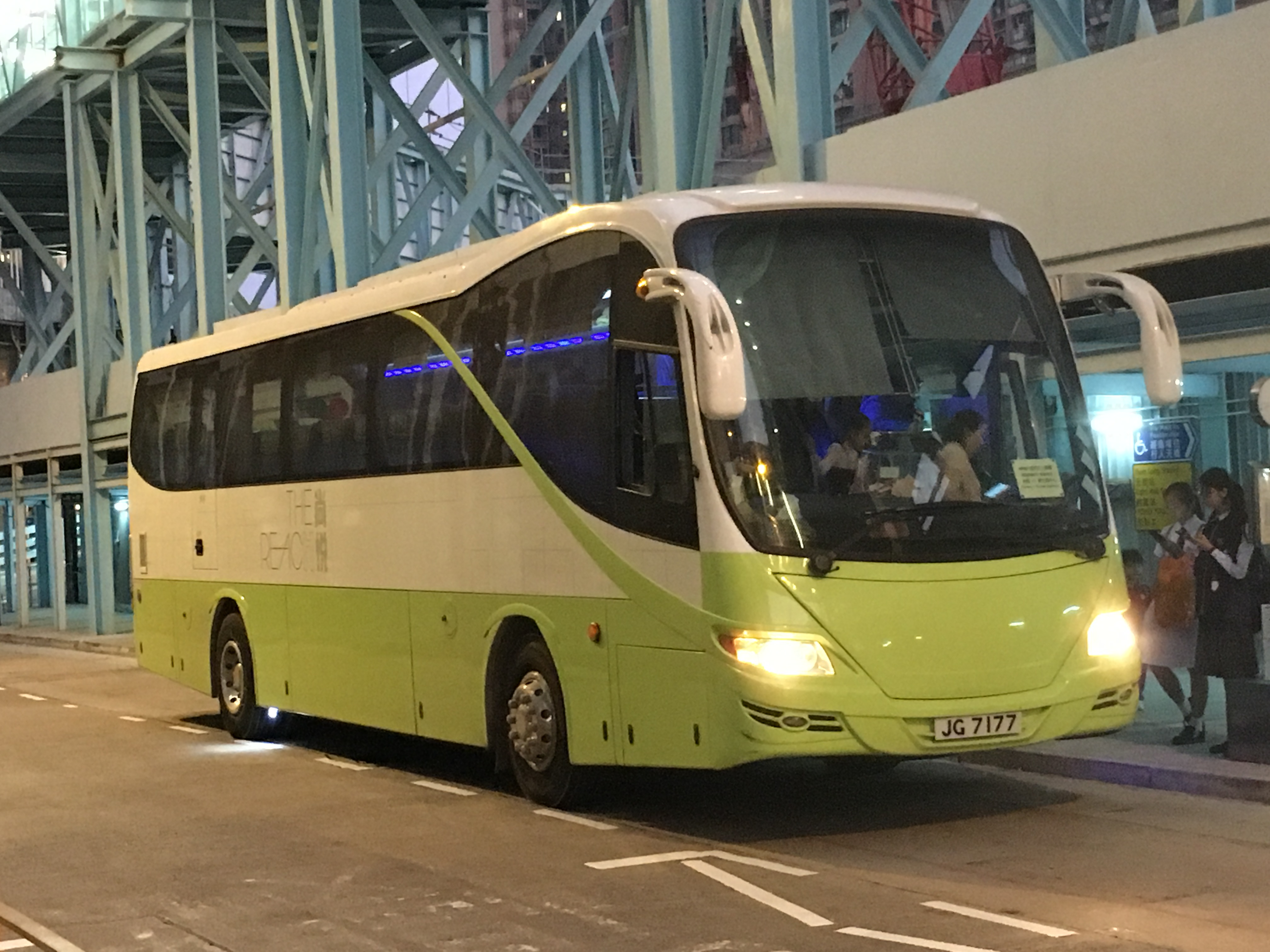
尚悅居民巴士NR969

## 外部連結
- 尚悅官方網站 （页面存档备份，存于）
- 尚悅 The Reach 業主討論區 （页面存档备份，存于）